# Exochomus fasciatus
Exochomus fasciatus är en skalbaggsart som beskrevs av Thomas Casey 1899. Exochomus fasciatus ingår i släktet Exochomus och familjen nyckelpigor. Inga underarter finns listade i Catalogue of Life.